# جورج والتون (سياسي)
جورج والتون هو سياسي كندي، ولد في 21 يونيو 1854، وتوفي في 12 فبراير 1925. خدم في الهيئة التشريعية لمانيتوبا من 1907 إلى 1910 كعضو في حزب مانيتوبا الليبرالي.
ولد والتون في غرب مقاطعة بيتربورو في أونتاريو، وانتقل إلى مانيتوبا عام 1879. استقر في بلدة إيمرسون وأدار متجرا للمعدات والأدوات الزراعية. كما شغل منصب نائب العمدة ومشرف محكمة المقاطعة لثماني سنوات.
ترشح لمجلس العموم الكندي في الانتخابات الفيدرالية لعام 1896 كمرشح في الحزب الليبرالي الكندي، وخسر أمام مرشح حزب المحافظين ألفونس لاريفيير بأغلبية 666 صوتًا في دائرة بروفينشر.
ترشح والتون أول مرة للهيئة التشريعية في مانيتوبا في انتخابات المقاطعات عام 1903، وخسر أمام المرشح المحافظ ديفيد ماكفادن بتسعة عشر صوتًا في دائرة إيمرسون الإقليمية. حاول الترشح مرة أخرى في انتخابات 1907، وهذه المرة هزم ماكفادين بـ 105 صوتا. فاز حزب المحافظين في الانتخابات، وأصبح والتون عضوا معارضا للسنوات الثلاث التالية. خسر أمام مكفادين في انتخابات عام 1910 بتسعة أصوات.
سعى للعودة إلى المجلس التشريعي في انتخابات عام 1914، وخسر هذه المرة أمام مكفادن بأغلبية 46 صوتًا.
توفي والتون في منزله في وينيبيغ عن عمر يناهز 70 عامًا بعد مرض طويل.